# 쇠재두루미
쇠재두루미(Grus virgo)는 두루미목 두루미과의 새이며, 소형 두루미이다.
학명은 Grus virgo이지만, Anthropoides virgo라고 분류하기도 한다.

## 생김새
몸통이 회색이고 얼굴과 목이 검은색이다. 가슴의 검은색 깃털이 아래로 늘어지며 부리가 노란색이다. 어린새는 어른새에 비해 연하고 갈색빛이다.

## 서식
쇠재두루미는 농경지, 초습지, 개활지 등에서 서식한다.

## 갤러리
역사 속 군마
- 한국에서 촬영된 쇠재두루미 어린새(거의 성채)
- 자는 모습
- 나는 모습
- 어린새